# Виборний Тиміш
Тимофій (Тиміш) Григорович Виборний (бл. 1895, м-ко Комишня— †?)— командир полку Дієвої армії УНР.
У російській армії — молодший офіцер.
На початку 1919 р. служив у РСЧА — у 14-му радянському стрілецькому Миргородському полку.
18 квітня 1919 р. підняв повстання проти більшовиків та перевів більшу частину полку на бік Дієвої армії УНР — до складу Корпусу Січових стрільців.
З початку травня 1919 р. до жовтня 1919 р. — командир 6-го Миргородського Січового полку, сформованого з вояків, що перейшли на бік Дієвої армії УНР з РСЧА (з середини липня 1919 р. полк називався 33-м Січовим).
6 грудня 1919 р. рада командирів частин Групи Січових Стрільців ухвалила рішення про самодемобілізацію. Деякі з вояків пішли до інших частин Армії УНР. А Тимофій Виборний повернувся на Миргородщину. З кінця 1919 й протягом 1920 років очолений ним селянський повстанський загін рішуче боровся з більшовиками у районі його рідного містечка Комишні.
30 жовтня 1922 року присутній у списку осіб позбавлених виборчих прав: «219. Виборный Тимоф. Григ., 27 л., хлебор., хлебор., Петлюр. атаман бандит».
Подальша доля невідома.